# Roseville (Ohio)
Roseville es una villa ubicada en el condado de Perry en el estado estadounidense de Ohio. En el Censo de 2010 tenía una población de 1852 habitantes y una densidad poblacional de 1.014,27 personas por km².

## Geografía
Roseville se encuentra ubicada en las coordenadas 39°48′24″N 82°4′32″O / 39.80667, -82.07556. Según la Oficina del Censo de los Estados Unidos, Roseville tiene una superficie total de 1.83 km², de la cual 1.81 km² corresponden a tierra firme y (0.71%) 0.01 km² es agua.

## Demografía
Según el censo de 2010, había 1852 personas residiendo en Roseville. La densidad de población era de 1.014,27 hab./km². De los 1852 habitantes, Roseville estaba compuesto por el 97.52% blancos, el 0.54% eran afroamericanos, el 0.16% eran amerindios, el 0.16% eran asiáticos, el 0% eran isleños del Pacífico, el 0.16% eran de otras razas y el 1.46% pertenecían a dos o más razas. Del total de la población el 0.65% eran hispanos o latinos de cualquier raza.